# Coupe internationale 1927-1930
Navigation
Édition suivante
La Coupe internationale 1927-1930 est la première édition de la Coupe internationale, tournoi opposant les équipes de cinq nations : l'Autriche, la Hongrie, l'Italie, la Suisse et la Tchécoslovaquie. La compétition se déroule de septembre 1927 à mai 1930. L'équipe d'Italie de football remporte la Coupe internationale.
Parallèlement à ce tournoi, une compétition similaire impliquant d'autres pays réservée aux joueurs amateurs se déroule de 1929 à 1930 et est remportée par la Pologne.

## Compétition
| Rang | Équipe          | Pts | J | G | N | P | Bp | Bc | Diff |  | Résultats (▼ dom., ► ext.) |     |     |     |     |     |
| ---- | --------------- | --- | - | - | - | - | -- | -- | ---- |  | -------------------------- | --- | --- | --- | --- | --- |
| 1    | Italie          | 11  | 8 | 5 | 1 | 2 | 21 | 15 | +6   |  | Italie                     |     | 0-1 | 4-2 | 4-3 | 3-2 |
| 2    | Autriche        | 10  | 8 | 5 | 0 | 3 | 17 | 10 | +7   |  | Autriche                   | 3-0 |     | 0-1 | 5-1 | 2-0 |
| 3    | Tchécoslovaquie | 10  | 8 | 4 | 2 | 2 | 17 | 10 | +7   |  | Tchécoslovaquie            | 2-2 | 2-0 |     | 1-1 | 5-0 |
| 4    | Hongrie         | 9   | 8 | 4 | 1 | 3 | 20 | 23 | -3   |  | Hongrie                    | 0-5 | 5-3 | 2-0 |     | 3-1 |
| 5    | Suisse          | 0   | 8 | 0 | 0 | 8 | 11 | 28 | -17  |  | Suisse                     | 2-3 | 1-3 | 1-4 | 4-5 |     |

## Équipe championne
Luigi Allemandi,
Adolfo Baloncieri,
Fulvio Bernardini,
Umberto Caligaris,
Luigi Cevenini,
Gianpiero Combi,
Leopoldo Conti,
Enrico Colombari,
Raffaele Costantino,
Giovanni De Prà,
Attilio Ferraris,
Pietro Genovesi,
Antonio Janni,
Virgilio Levratto,
Julio Libonatti,
Mario Magnozzi,
Giuseppe Meazza,
Eraldo Monzeglio,
Federico Munerati,
Raimundo Orsi,
Angelo Piccaluga,
Silvio Pietroboni,
Alfredo Pitto,
Enrico Rivolta,
Virginio Rosetta,
Gino Rossetti,
Angelo Schiavio,
Mario Zanello

## Meilleurs buteurs
| Rang | Joueur            | Équipe          | Nombre de buts |
| ---- | ----------------- | --------------- | -------------- |
| 1    | Julio Libonatti   | Italie          | 6              |
| 1    | Gino Rossetti     | Italie          | 6              |
| 3    | Ferenc Hirzer     | Hongrie         | 5              |
| 4    | Max Abegglen      | Suisse          | 4              |
| 4    | Willy Kohut       | Hongrie         | 4              |
| 4    | Josef Silný       | Tchécoslovaquie | 4              |
| 4    | František Svoboda | Tchécoslovaquie | 4              |
| 4    | József Takács     | Hongrie         | 4              |